# Гранлунд, Маркус
Ка́ри Ма́ркус Гра́нлунд (фин. Kari Markus Granlund; 16 апреля 1993, Оулу, Финляндия) — финский хоккеист, нападающий швейцарского клуба «Женева-Серветт». Олимпийский чемпион 2022 года. На драфте 2011 года выбран во 2-м раунде под общим 45-м номером клубом «Калгари Флэймз». Младший брат хоккеиста Микаэля Гранлунда.

## Биография
Будучи подростком, играл за юношеские команды из своего родного города Оулу, пока в 2009 года не оказался в составе юниорской команды ХИФК, которая базируется в столице Финляндии.
Дебют в финской СМ-Лиге для Гранлунда состоялся в сезоне 2010-11. В первом для себя сезоне в составе клуба ХИФК провёл на льду 2 матча. Большую же часть сезона Маркус отыграл за молодёжную команду ХИФК и в 40 играх записал на свой бомбардирский счёт 52 очка.
В 2011 году Гранлунд был задрафтован «Калгари Флэймз» под общим 45-м номером. В сезоне 2011/12 стал основным игроком ХИФК, играл с братом Микаэлем в одном звене. Сыграл в СМ-Лиге 47 матчей, в которых забросил 15 шайб и отдал 19 результативных передач.
В своём последнем сезоне 2012/13, у себя на родине в Финляндии Гранлунд провёл в составе ХИФК 50 игр, в которых заработал 30 очков. После окончания сезона принял решение продолжить карьеру в НХЛ.
19 апреля 2013 года Гранлунд подписал контракт начального уровня с «Калгари Флэймз» сроком на 3 года. Сезон 2013/14 начал в составе фарм-клуба «Флэймз» — «Абботсфорд Хит», где и провёл большую часть сезона. Первый раз Гранлунд был отозван из фарм-клуба в конце декабря 2013 года, однако дебютировать в НХЛ во время этого вызова ему не удалось и он был отправлен обратно играть за «Абботсфорд Хит». На момент своего второго вызова в «Калгари Флэймз» в феврале 2014 года, Гранлунд был лидером в АХЛ среди новичков по количеству заброшенных шайб и имел в своём активе 23 гола. Дебют в НХЛ для Гранлунда состоялся 27 февраля 2014 года на домашней арене «Калгари» Скоушабэнк-Сэдлдоум, в матче против «Лос-Анджелес Кингз» (0:2). Этот матч стал дебютным и для другого финского хоккеиста — вратаря Йони Ортио. Своё первое очко Гранлунд заработал в своей третьей игре в НХЛ — 3 марта 2014 года, на арене Xcel Energy Center, в матче против клуба «Миннесота Уайлд». Для Гранлунд это был первый матч, в котором он играл против брата Микаэля. В истории НХЛ это было третье противостояние среди финских братьев. До этого подобные противостояния случались, когда на играли братья Рууту — Яркко и Туомо, а также Саку Койву и Микко Койву. В тот же день Гранлунд был признан новичком февраля в АХЛ. По итогам февраля Гранлунд записал на свой счёт 12 очков в 10 матчах при показателе полезности +6. Через два дня Гранлунд забросил свою первую шайбу в НХЛ в матче против «Оттава Сенаторз» (4:1). По итогам сезона 2013/14 Гранлунд провёл за «Абботсфорд Хит» 50 игр, в которых отличился заброшенными шайбами 23 раза и отдал 21 результативную передачу. В НХЛ в активе Гранлунда оказались 2 заброшенные шайбы и 1 результативная передача в 7 играх.
22 февраля 2016 года «Флэймз» обменяли Гранлунда в «Ванкувер Кэнакс» на 21-летнего форварда Хантера Шинкарука.
Самым успешным в плане статистики НХЛ для Гранлунда стал сезон 2016/17, когда он набрал 32 очка (19+13) в 69 матчах за «Ванкувер Кэнакс». Однако уже в следующем сезоне финн сыграл гораздо слабее — 12 очков (8+4) в 53 матчах. Несмотря на это выступление, 22 июня 2018 года «Кэнакс» заключили с Гранлундом новый годичный контракт на 1,475 млн долларов. В сезоне 2018/19 Маркус сыграл 77 матчей и набрал 22 очка (12+10).
«Кэнакс» не стали предлагать новый контракт финну после сезона 2018/19, и 1 июля 2019 года Гранлунд подписал годичный контракт с «Эдмонтон Ойлерз» на сумму 1,3 млн долларов. В 34 матчах сезона 2019/20 за «Ойлерз» финн набрал всего 4 очка (3+1).
Всего в регулярных сезонах НХЛ провёл 335 матчей и набрал 101 очко (58+43). В плей-офф НХЛ сыграл три матча и сделал одну передачу.
В мае 2020 года стало известно, что 27-летний Гранлунд перейдёт в российский клуб КХЛ «Салават Юлаев» из Уфы, где 7 лет назад успешно играл в составе молодёжной сборной Финляндии на чемпионате мира. 17 июля 2020 года финн подписал контракт на два года, зарплата за сезон составит 70 млн рублей. 3 сентября 2020 года в первом матче сезона КХЛ поучаствовал (1+2) во всех трёх шайбах «Салавата» в гостевом матче против нижегородского «Торпедо» (3:2). 7 сентября забросил 2 шайбы в гостях в ворота минского «Динамо» (4:3), сыграв в матче больше всех хоккеистов «Салавата» (20:46).
1 марта 2022 года покинул «Салават Юлаев» в знак протеста против вторжения России на Украину.
В июле 2022 года подписал двухлетний контракт со швейцарским клубом «Лугано». В сезоне 2022/23 сыграл за «Лугано» 47 матчей из 52 и набрал 45 очков (22+23) при показателе полезности +6. В регулярном чемпионате клуб занял 10-е место, а затем в плей-офф проиграл в четвертьфинале «Женеве-Серветт» (2-4 в серии). В плей-офф Гранлунд набрал 8 очков (2+6) в 7 матчах.
Перед сезоном 2024/25 перешёл в «Женеву-Серветт».

### В сборной
Гранлунд играл в составе сборной Финляндии на двух юниорских чемпионатах мира в 2010 и 2011 году. В 2010 году финны смогли завоевать бронзовые медали. На турнире в 2011 году Гранлунд был капитаном своей команды и набрал 10 очков (2+8) в 6 матчах.
Также играл на двух молодёжных чемпионатах мира в 2012 году, на котором финны заняли итоговое 4-е место, и в 2013 году, где сборная Финляндии стала седьмой.
В 2012 году финны в полуфинале вели в матче со шведами 2:0 после двух периодов, но в итоге проиграли по буллитам. На том чемпионате Маркус выступал в одном звене со своим братом Микаэлем, в победном четвертьфинале против Словакии (8:5) братья Гранлунды набрали на двоих 7 очков. Микаэль, набравший 11 очков в 7 матчах, в итоге был включён в символическую сборную турнира. Маркус набрал в 7 матчах 7 очков (2+5), обе свои шайбы он забросил в ворота словаков.
В 2013 году на турнире в Уфе Маркус набрал в 6 матчах 12 очков (5+7) и стал третьим бомбардиром чемпионата после канадца Райана Нюджента-Хопкинса и финна Йоэля Армиа. В матче групповой стадии против Швейцарии 30 декабря 2012 года Маркус сравнял счёт за 100 секунд до конца третьего периода, а затем забросил победный буллит (5:4). Финны заняли только 4-е место в своей группе и не вышли в плей-офф. 7 из 12 очков на турнире Гранлунд набрал в двух разгромных победах над немцами (8:0) и словаками (11:4) в утешительном раунде.
На Олимпийских играх 2022 года, где финны впервые в истории стали чемпионами, сыграл 6 матчей и набрал 1 очко (0+1).

## Статистика

### Регулярный сезон и плей-офф
| 2010/11       | ХИФК                | СМ-Лига       | 2   | 0  | 0  | 0   | 0  | — | — | — | — | — |
| 2011/12       | ХИФК                | СМ-Лига       | 47  | 15 | 19 | 34  | 18 | 3 | 0 | 0 | 0 | 0 |
| 2012/13       | ХИФК                | СМ-Лига       | 50  | 10 | 20 | 30  | 18 | 5 | 1 | 2 | 3 | 4 |
| 2013/14       | Абботсфорд Хит      | АХЛ           | 52  | 25 | 21 | 46  | 22 | 4 | 2 | 3 | 5 | 2 |
| 2013/14       | Калгари Флэймз      | НХЛ           | 7   | 2  | 1  | 3   | 0  | — | — | — | — | — |
| 2014/15       | Адирондак Флэймз    | АХЛ           | 21  | 9  | 8  | 17  | 14 | — | — | — | — | — |
| 2014/15       | Калгари Флэймз      | НХЛ           | 48  | 8  | 10 | 18  | 16 | 3 | 0 | 1 | 1 | 0 |
| 2015/16       | Стоктон Хит         | АХЛ           | 12  | 5  | 4  | 9   | 10 | — | — | — | — | — |
| 2015/16       | Калгари Флэймз      | НХЛ           | 31  | 4  | 3  | 7   | 8  | — | — | — | — | — |
| 2015/16       | Ванкувер Кэнакс     | НХЛ           | 16  | 2  | 1  | 3   | 3  | — | — | — | — | — |
| 2016/17       | Ванкувер Кэнакс     | НХЛ           | 69  | 19 | 13 | 32  | 14 | — | — | — | — | — |
| 2017/18       | Ванкувер Кэнакс     | НХЛ           | 53  | 8  | 4  | 12  | 8  | — | — | — | — | — |
| 2018/19       | Ванкувер Кэнакс     | НХЛ           | 77  | 12 | 10 | 22  | 20 | — | — | — | — | — |
| 2019/20       | Эдмонтон Ойлерз     | НХЛ           | 34  | 3  | 1  | 4   | 14 | — | — | — | — | — |
| 2019/20       | Бейкерсфилд Кондорс | АХЛ           | 20  | 6  | 9  | 15  | 14 | — | — | — | — | — |
| 2020/21       | Салават Юлаев       | КХЛ           | 50  | 23 | 30 | 53  | 26 | 9 | 3 | 5 | 8 | 6 |
| 2021/22       | Салават Юлаев       | КХЛ           | 41  | 8  | 30 | 38  | 16 | — | — | — | — | — |
| 2022/23       | Лугано              | NL            | 47  | 22 | 23 | 45  | 33 | 7 | 2 | 6 | 8 | 8 |
| СМ-Лига всего | СМ-Лига всего       | СМ-Лига всего | 99  | 25 | 39 | 64  | 36 | 8 | 1 | 2 | 3 | 4 |
| НХЛ всего     | НХЛ всего           | НХЛ всего     | 335 | 58 | 43 | 101 | 86 | 3 | 0 | 1 | 1 | 0 |
| КХЛ всего     | КХЛ всего           | КХЛ всего     | 91  | 31 | 60 | 91  | 42 | 9 | 3 | 5 | 8 | 6 |

### Международные турниры
| Год       | Команда   | Турнир    | И  | Г | П  | О  | Ш  |
| --------- | --------- | --------- | -- | - | -- | -- | -- |
| 2010      | Финляндия | ЮЧМ       | 6  | 1 | 5  | 6  | 4  |
| 2011      | Финляндия | ЮЧМ       | 6  | 2 | 8  | 10 | 6  |
| 2012      | Финляндия | МЧМ       | 7  | 2 | 5  | 7  | 6  |
| 2013      | Финляндия | МЧМ       | 6  | 5 | 7  | 12 | 4  |
| ЮЧМ всего | ЮЧМ всего | ЮЧМ всего | 12 | 3 | 13 | 16 | 10 |
| МЧМ всего | МЧМ всего | МЧМ всего | 13 | 7 | 12 | 19 | 10 |